# Molophilus perrostratus
Molophilus perrostratus är en tvåvingeart som beskrevs av Alexander 1965. Molophilus perrostratus ingår i släktet Molophilus och familjen småharkrankar.
Artens utbredningsområde är Peru. Inga underarter finns listade i Catalogue of Life.